# Santuario della Madonna di Prestarona
La Madonna di Prestarona è l'appellativo con cui nell'omonimo santuario situato nel territorio del comune di Canolo viene venerata Maria, madre di Gesù, la cui festa cade la prima domenica dopo Pasqua. È particolarmente venerata dagli abitanti di Gerace e Canolo.

## Posizione geografica
Il santuario, che si trova ai piedi dell'Aspromonte orientale, a 233 metri s.l.m. nel territorio del comune di Canolo, si raggiunge seguendo la SP1 (ex SS111) e imboccando quindi l'apposita strada che si trova prima di Gerace.

## Origine e storia

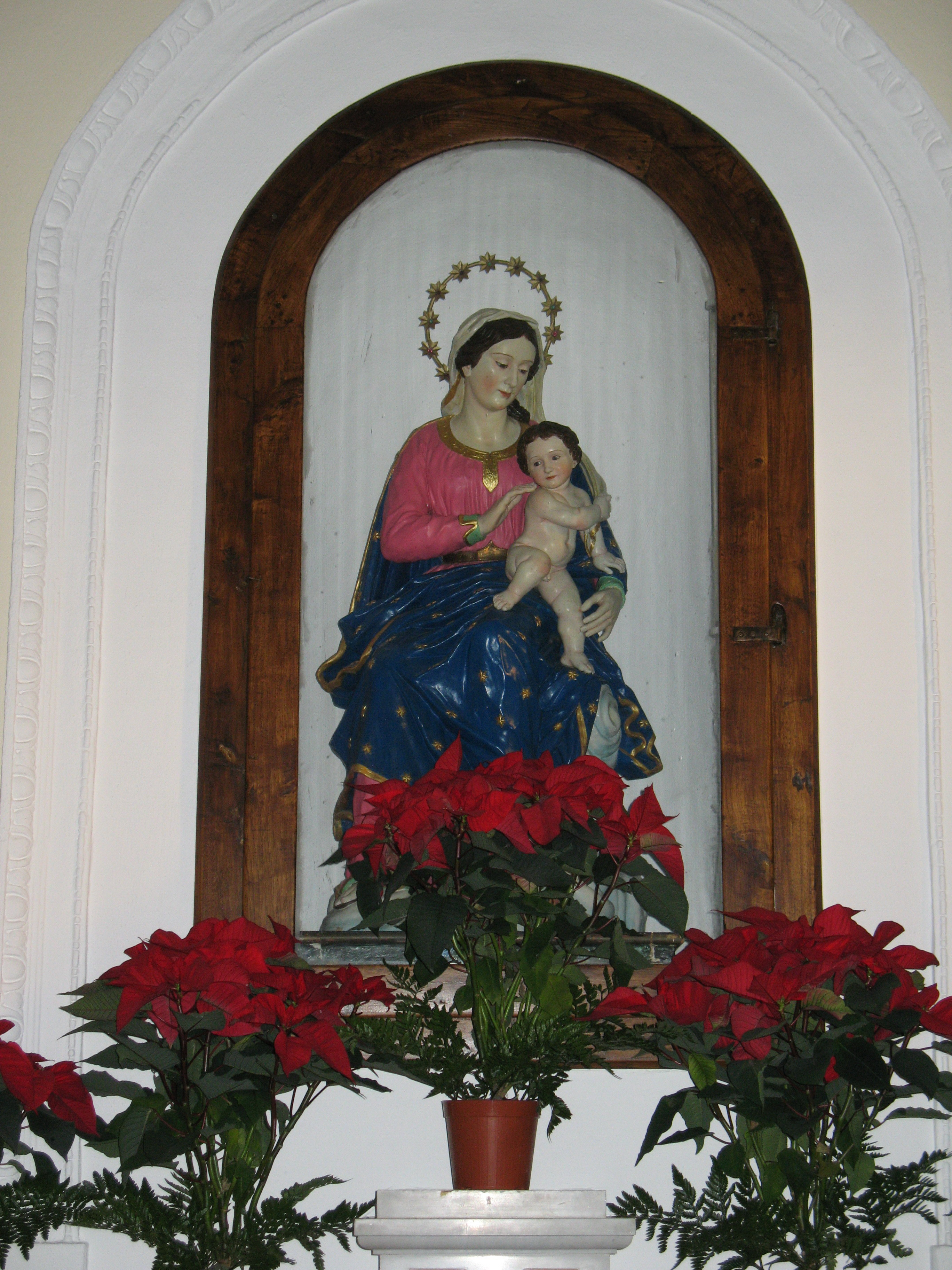
Statua della Madonna presente all'interno della chiesa.

Il santuario nacque come grancia del monastero di San Filippo d'Argirò da cui era distante due chilometri.
Le notizie che si rinvengono in una platea risalente al 1507, conservata nell'Archivio Capitolare di Gerace, avallano quanto già si sapeva riguardo all'antichità della venerazione della Madonna di Prestarona e sui nuclei abitativi che sorgevano nei pressi del convento dove è ubicata. Nel documento è scritto che i monaci basiliani del monastero di San Filippo d'Argirò presso Gerace possedevano, già prima dell'anno mille, la chiesa di Nostra Signora di Prestarona e, secondo l'Oppedisano nella sua Cronistoria della diocesi di Gerace, ogni martedì vi cantavano le lodi alla Madonna (Akàtisto). Un'altra testimonianza dell'antichità di questa Madonna è riscontrabile in alcune monete coniate presso Mileto, dai normanni, che recano impressa proprio la sua effigie con in braccio il bambino che gioca con una colomba. Questo volatile è il suo elemento distintivo, essa infatti prende il nome proprio dalle numerose colombe che si affollavano intorno all'acrocoro omonimo, – dal greco περιστερεων (colombaia) – cosa probabilmente dovuta alla posizione elevata del sito. La colomba fu poi immortalata nelle mani del bambino a simboleggiare sia la pace che lo spirito santo; l'unica icona attualmente esistente che raffigura il bambino in braccio alla Madre di Dio mentre che gioca con due colombe, la Madre di Dio Konèvscaja, si trova presso il monastero di Konef in Russia e proviene da monte Athos.
Nella cattedrale moderna di Gerace la madonna Assunta è raffigurata sull'altare maggiore in un dipinto insieme a San Filippo e a San Jejunio, mentre la statua lignea della Madonna di Prestarona, risalente al Trecento e scolpita personalmente da Tino da Camaino, o da alcuni allievi della sua scuola pisana, è ospitata nella cappella dell'Itria, che si trova all'interno della cattedrale di Gerace, dove risiede stabilmente dal 1976. Prima di questa data essa subì varie peregrinazioni dai campi alla chiesa, attualmente in mezzo ai campi si trova una copia della statua autentica; la statua lignea che si trova nella chiesa e si venera sotto il titolo di Santa Maria delle Grazie fu realizzata nel 1869 dallo scultore Rocco Larussa.
Dopo la scomparsa dei monaci i beni dell'abbazia, tra cui la chiesa, passarono a degli abati commendatari che fecero costruire un romitorio in cui vissero gli eremiti che curarono la chiesa fino a metà degli anni '70. Nel 1813 il procuratore del cardinale Pallavicini fece ingrandire il romitorio. Successivamente la chiesa passò al capitolo cattedrale di Gerace che nominò un procuratore con l'obbligo di celebrare la festa il 1º giovedì dopo la Pasqua. Nel 1862 il Vicario Capitolare Michele Sirgiovanni ingrandì a proprie spese la chiesa e fece selciare la strada che dalla chiesa conduce all'edicola dove si trovava la statua della Madonna. Nel 1906 venne aggiunta la sala per ospitare il capitolo e il vescovo durante la festa e nel 1911 fu edificata la sacrestia; successivamente negli anni '30, ed anche successivamente, sono stati eseguiti lavori di restauro.

## Leggende collegate
Le vicende collegate agli spostamenti della statua non potevano non far sorgere, nelle fantasiose menti del popolo calabrese, una delle tante leggende che girano intorno a molti santuari di questa regione; così il popolo si convinse che San Filippo, San Jejunio e la Madonna erano due fratelli e una sorella che abitavano presso un convento in contrada San Filippo. Mentre San Jejunio si recava a pregare nella contrada che oggi porta il suo nome e San Filippo restava in convento, la Madonna si allontanava continuamente senza dire dove andasse. Una sera i monaci del convento la seguirono trovandola a pregare presso il luogo dove oggi sorge la sua cappelletta. Altre volte la trovarono a pregare su un albero di gelso ed ancora nei pressi di un masso dove oggi sorge la chiesa. Una sera, racconta la leggenda, ella non fece più ritorno al convento ed i monaci, che uscirono ancora una volta per cercarla, la trovarono tramutata in pietra. Raccontato l'accaduto al vescovo questi organizzò una solenne processione che condusse la statua nella cattedrale di Gerace ma la mattina seguente, inspiegabilmente, la madonna ritornò presso quel masso. Una processione ancora più solenne la riaccompagnò a Gerace ma il giorno dopo fu nuovamente trovata in mezzo ai campi. Il vescovo allora capì le intenzioni della Madonna e fece costruire, proprio sopra quel masso, il santuario a lei dedicato che venne abitato dai monaci basiliani. Quando questi se ne andarono, e qui la leggenda si mischia con la storia, affidarono la Madonna ad un eremita che ebbe sempre cura di tenere accesa la lampada di fronte alla statua.

## Galleria d'immagini

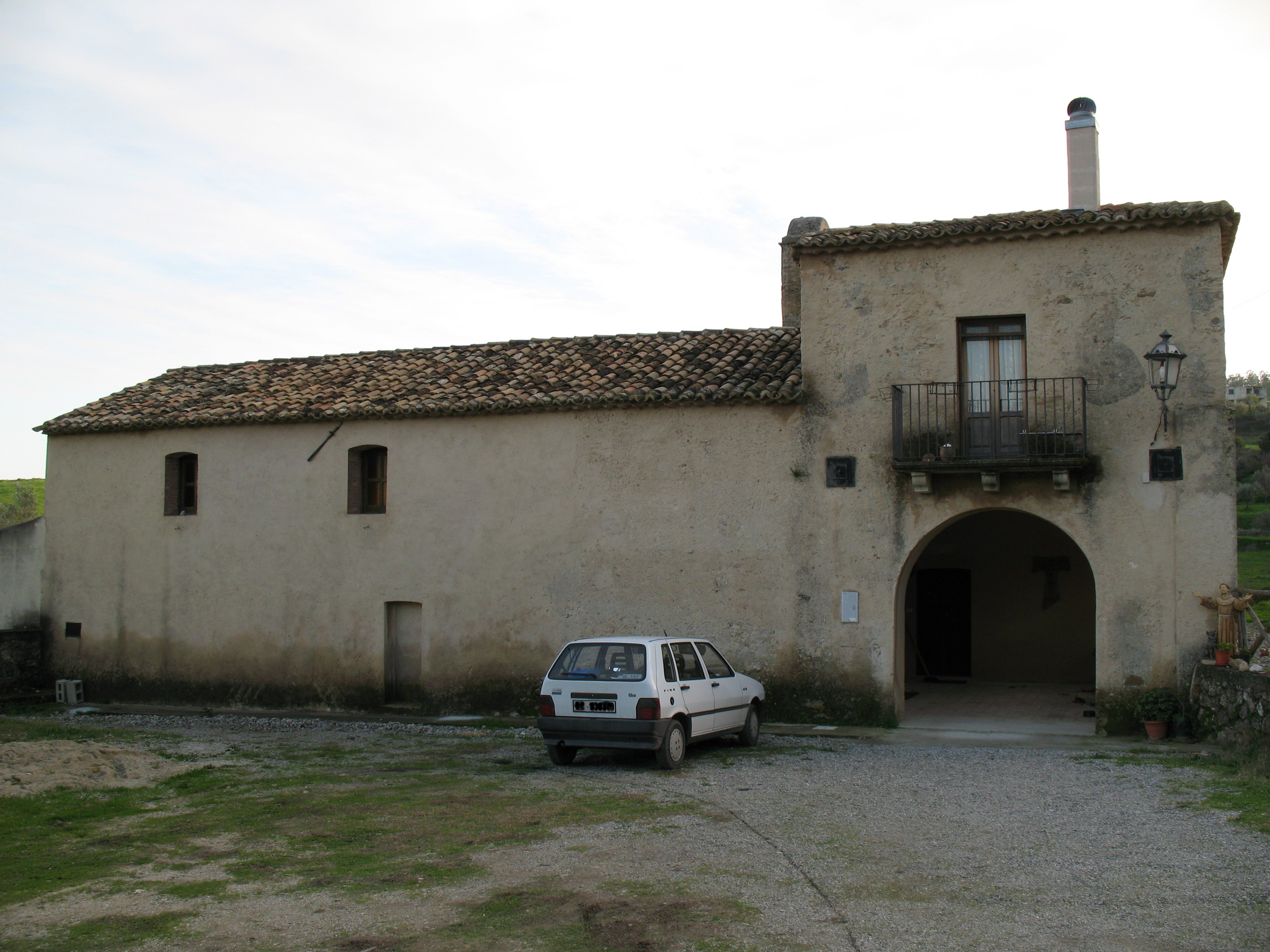
Chiesa, vista laterale
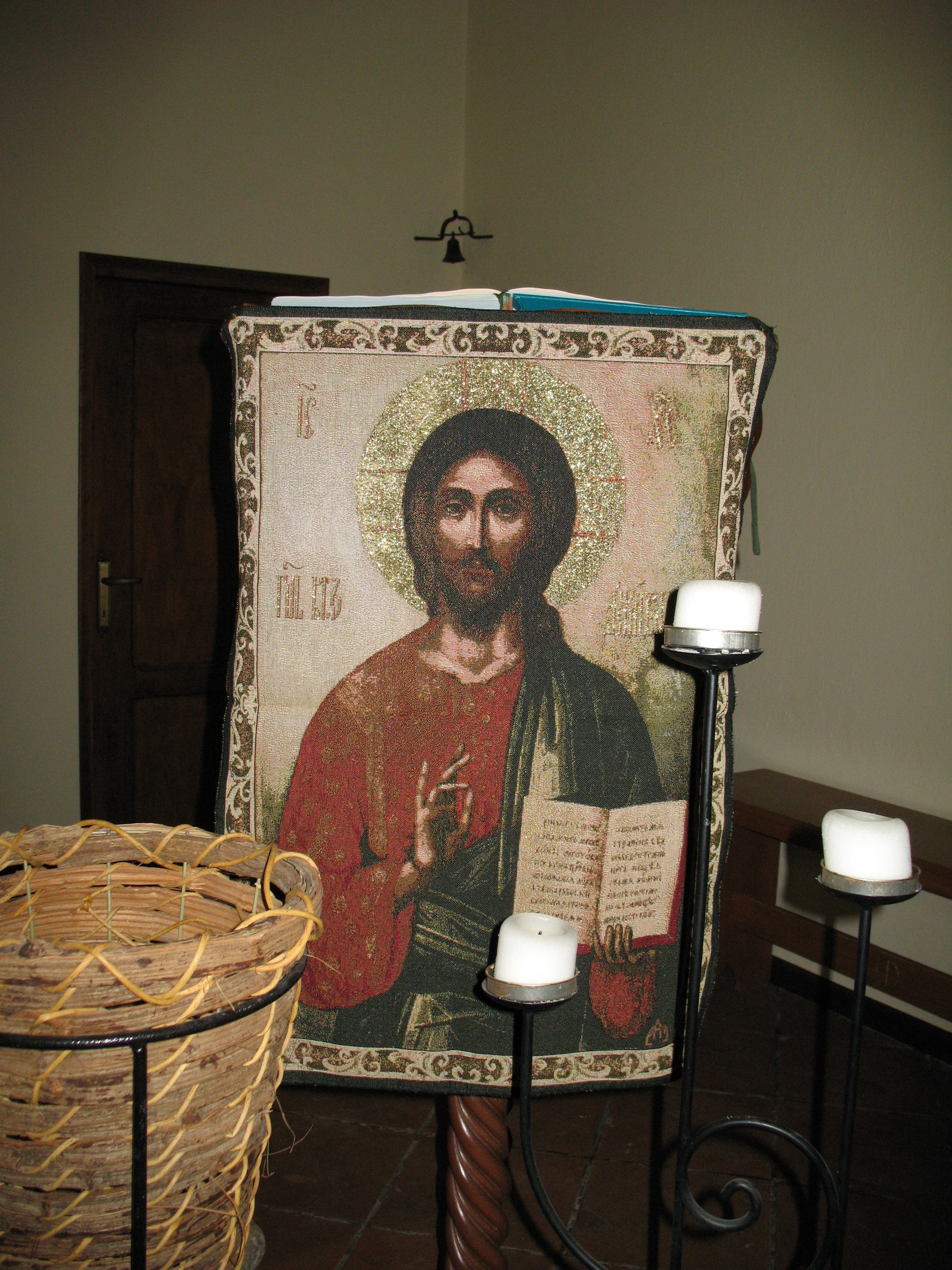
Icona di Gesù
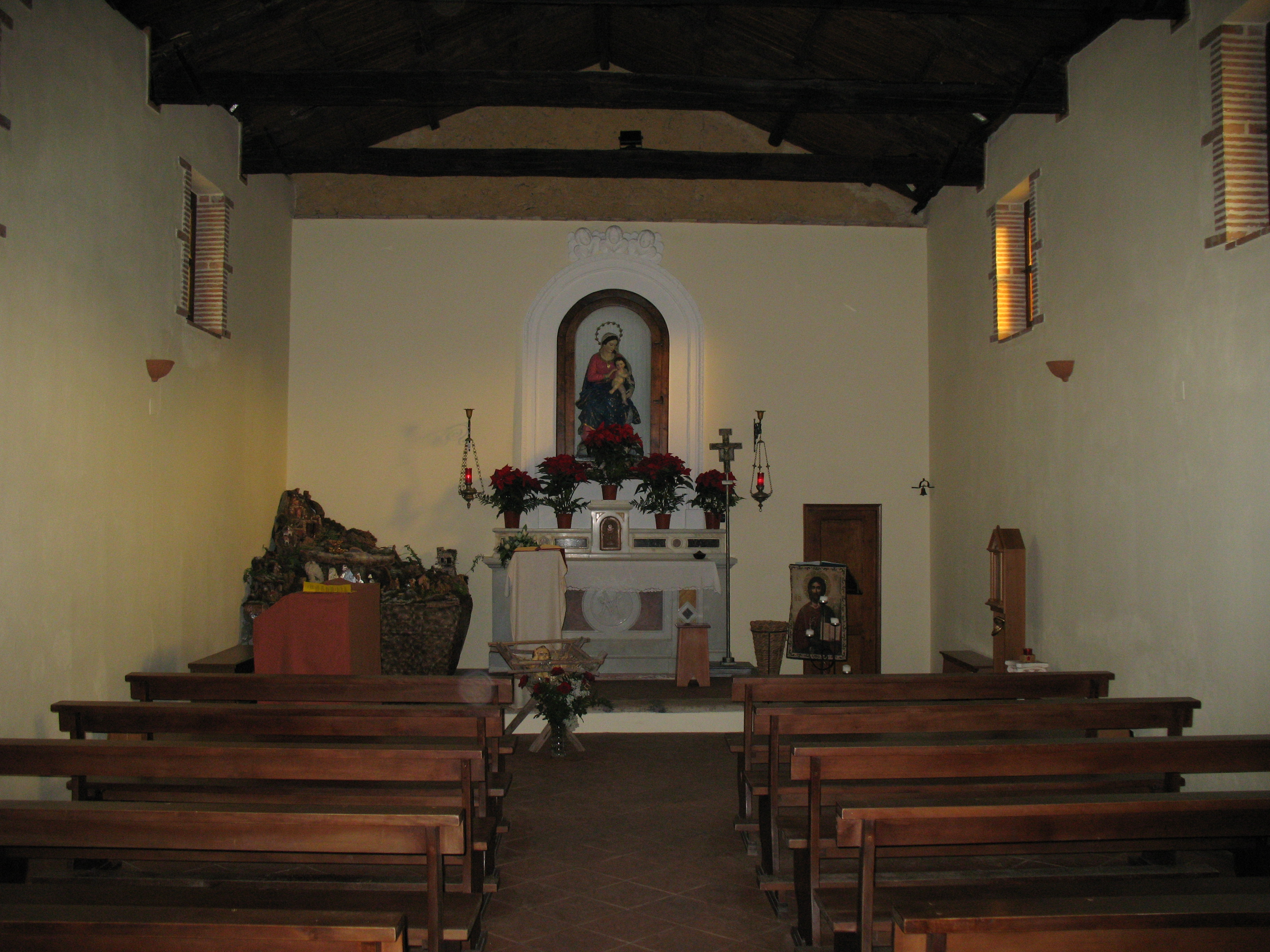
Interno della chiesa
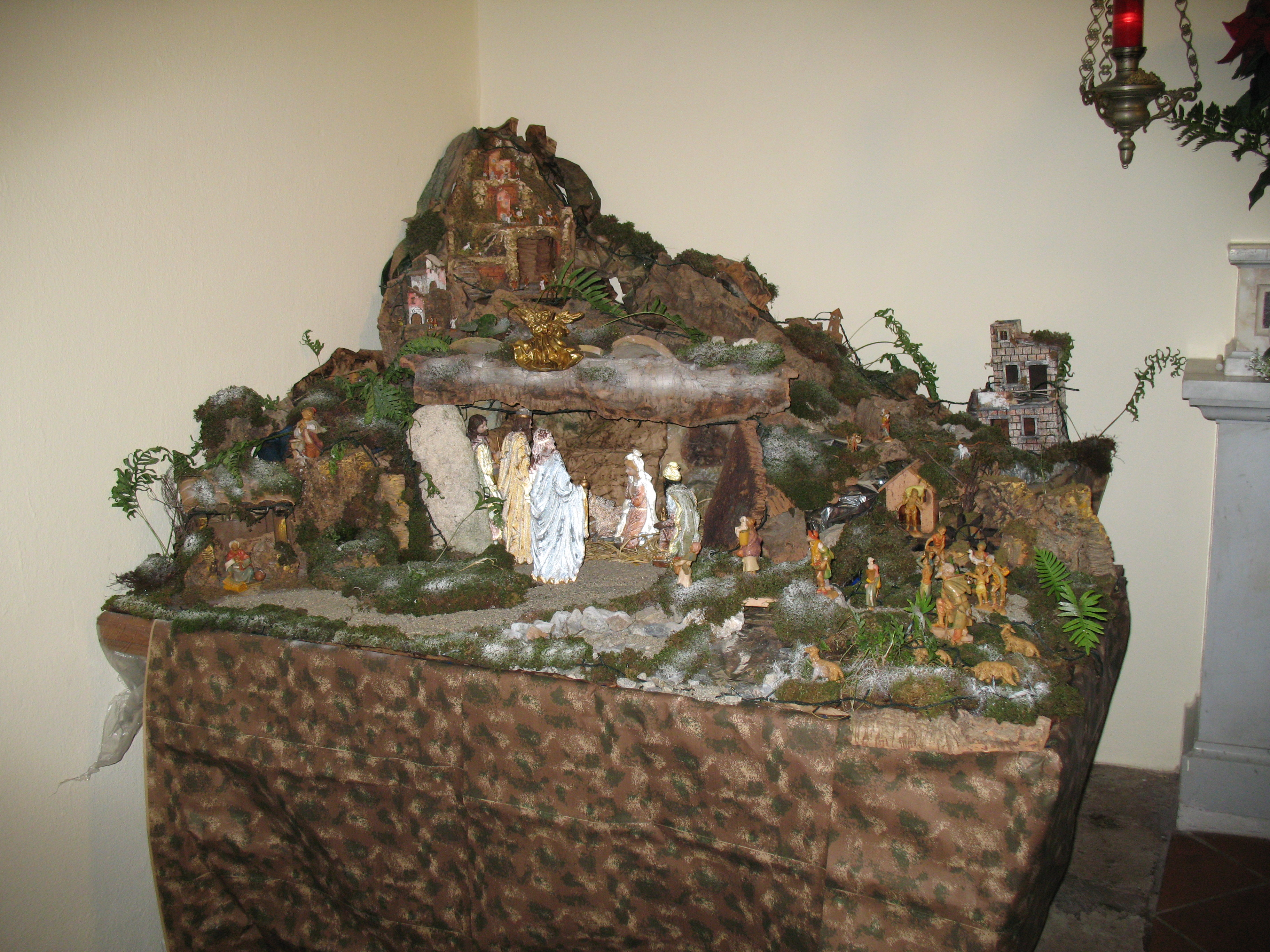
Presepe natalizio
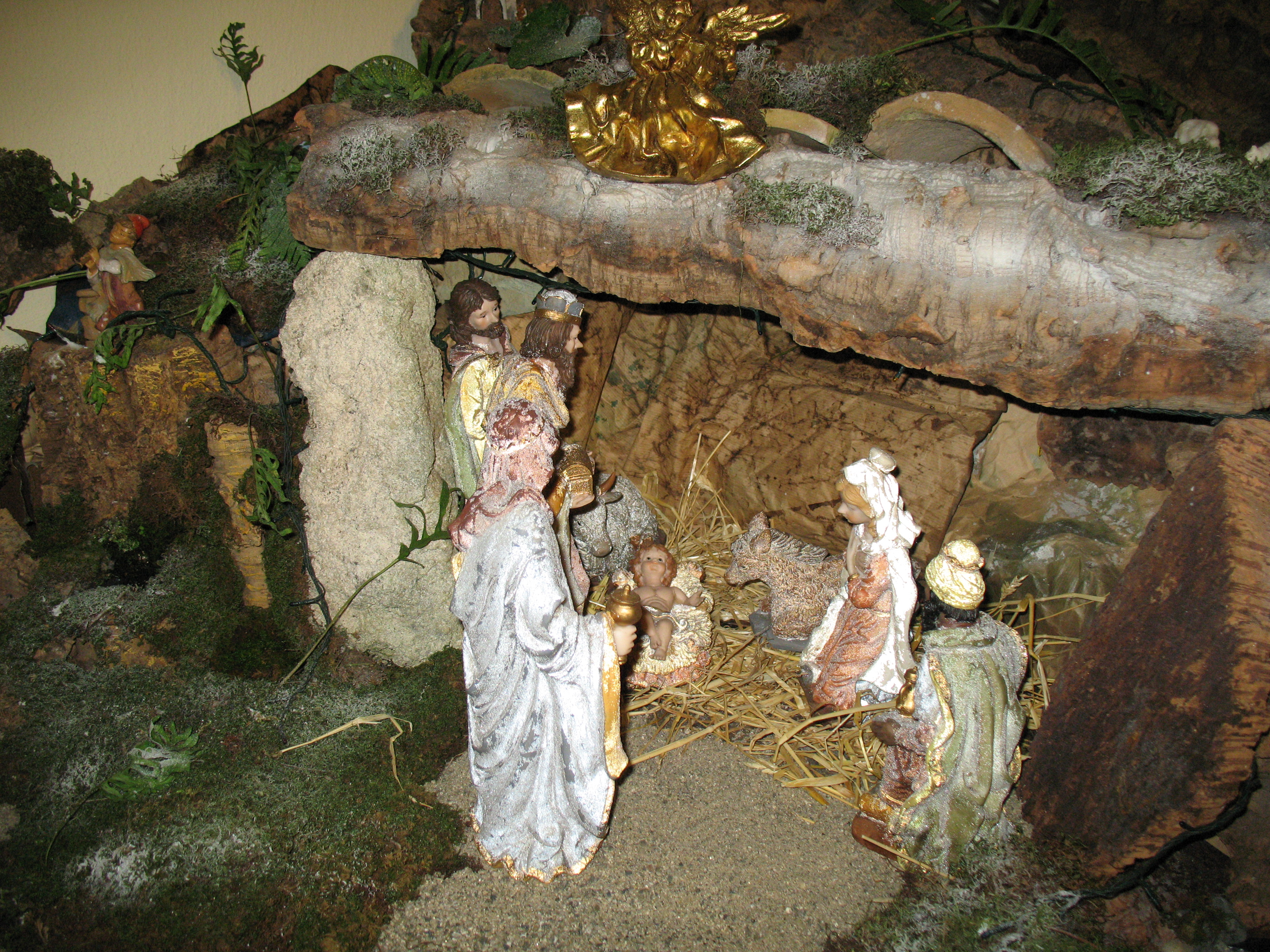
Particolare del presepe